# لیلیان نلیس
لیلیان نلیس (انگلیسی: Lilian Nalis؛ زادهٔ ۲۹ سپتامبر ۱۹۷۱) بازیکن فوتبال سابق اهل فرانسه است که در پست هافبک بازی می‌کرد.
از باشگاه‌هایی که در آن بازی کرده‌است می‌توان به باشگاه فوتبال گنگام، باشگاه فوتبال شفیلد یونایتد، باشگاه فوتبال اوسر، باشگاه فوتبال باستیا، باشگاه فوتبال کان، باشگاه فوتبال سوئیندون تاون، باشگاه فوتبال کاونتری سیتی، باشگاه فوتبال لو آور، باشگاه فوتبال لستر سیتی، باشگاه فوتبال کیه‌وو ورونا، و باشگاه فوتبال پلیموث آرگیل اشاره کرد.